# Jean Swank

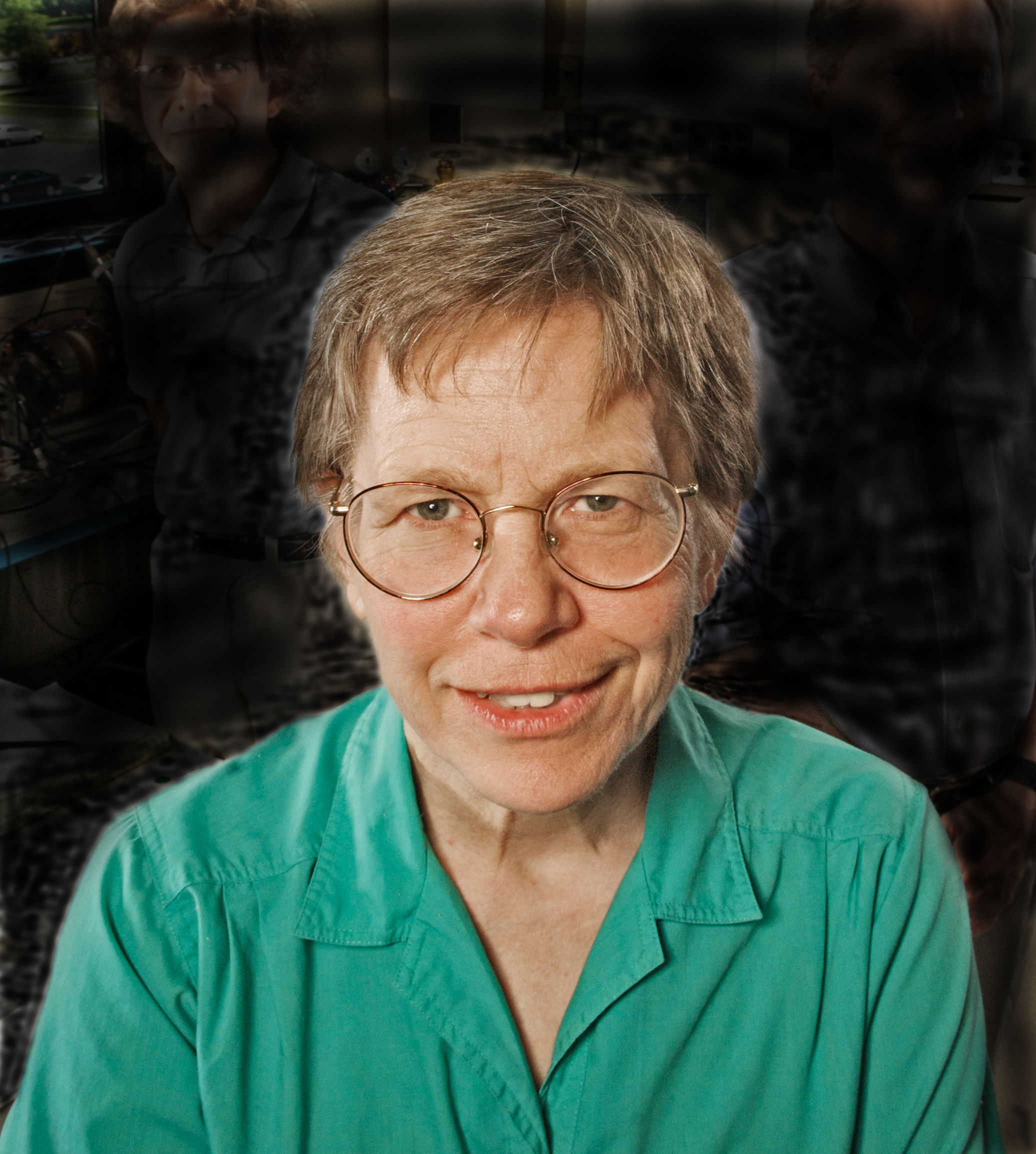
Jean Swank

Jean Hebb Swank ist eine US-amerikanische Astronomin und Astrophysikerin, die sich mit Röntgenastronomie befasst.
Swank studierte am Bryn Mawr College mit dem Bachelor-Abschluss 1961 und wurde 1967 am Caltech bei Steven Frautschi in Physik promoviert (Radiative Corrections to Neutrino-Electron Interactions). Sie war 1966 bis 1969 Assistant Professor an der California State University, Los Angeles, 1969 bis 1971 in gleicher Funktion an der Chicago State University und 1971 bis 1974 an der Middle East Technical University in Ankara. Ab 1975 war sie als Röntgenastronomin am Goddard Space Flight Center der NASA, an dem sie seit 1977 als Astrophysikerin forscht. Sie ist Projektwissenschaftlerin am Rossi X-ray Timing Explorer (RXTE) und entwickelte für diesen den Proportional Counter Array.
Sie forschte auch am HEAO-1 und HEAO-2, am BBXRT, am EXOSAT und am OSO 8. Sie war leitende Wissenschaftlerin am 2012 aufgegebenen Gravity and Extreme Magnetism SMEX Satellit.
1993 wurde sie Fellow der American Physical Society. 1999 erhielt sie den Bruno-Rossi-Preis mit Hale Bradt für den „Rossi X-Ray Timing Explorer und die damit gemachten Beobachtungen an kompakten astrophysikalischen Objekten mit hoher Zeitauflösung“ (Laudatio).